# キノコ栽培

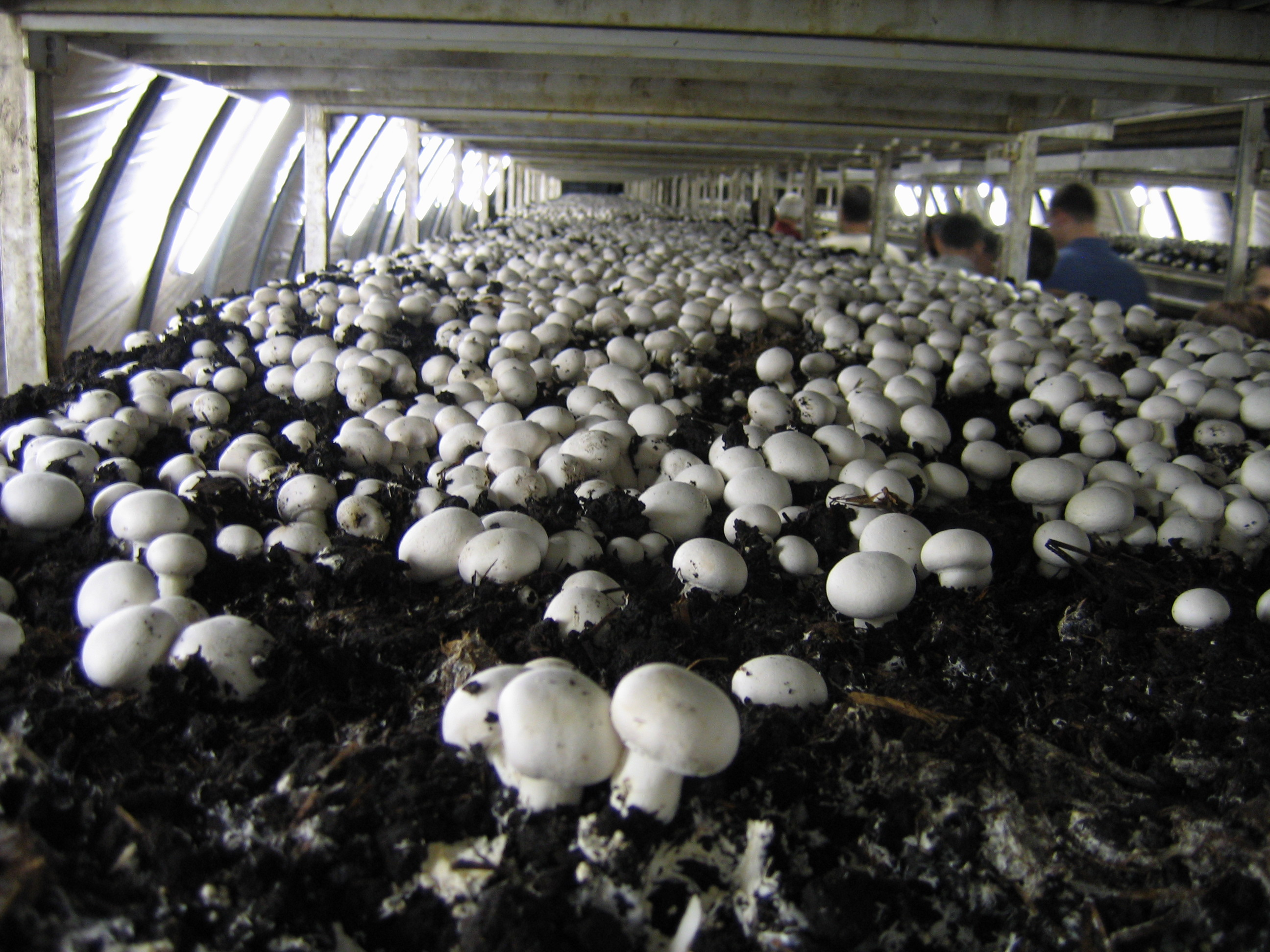
ツクリタケ（マッシュルーム）の栽培風景

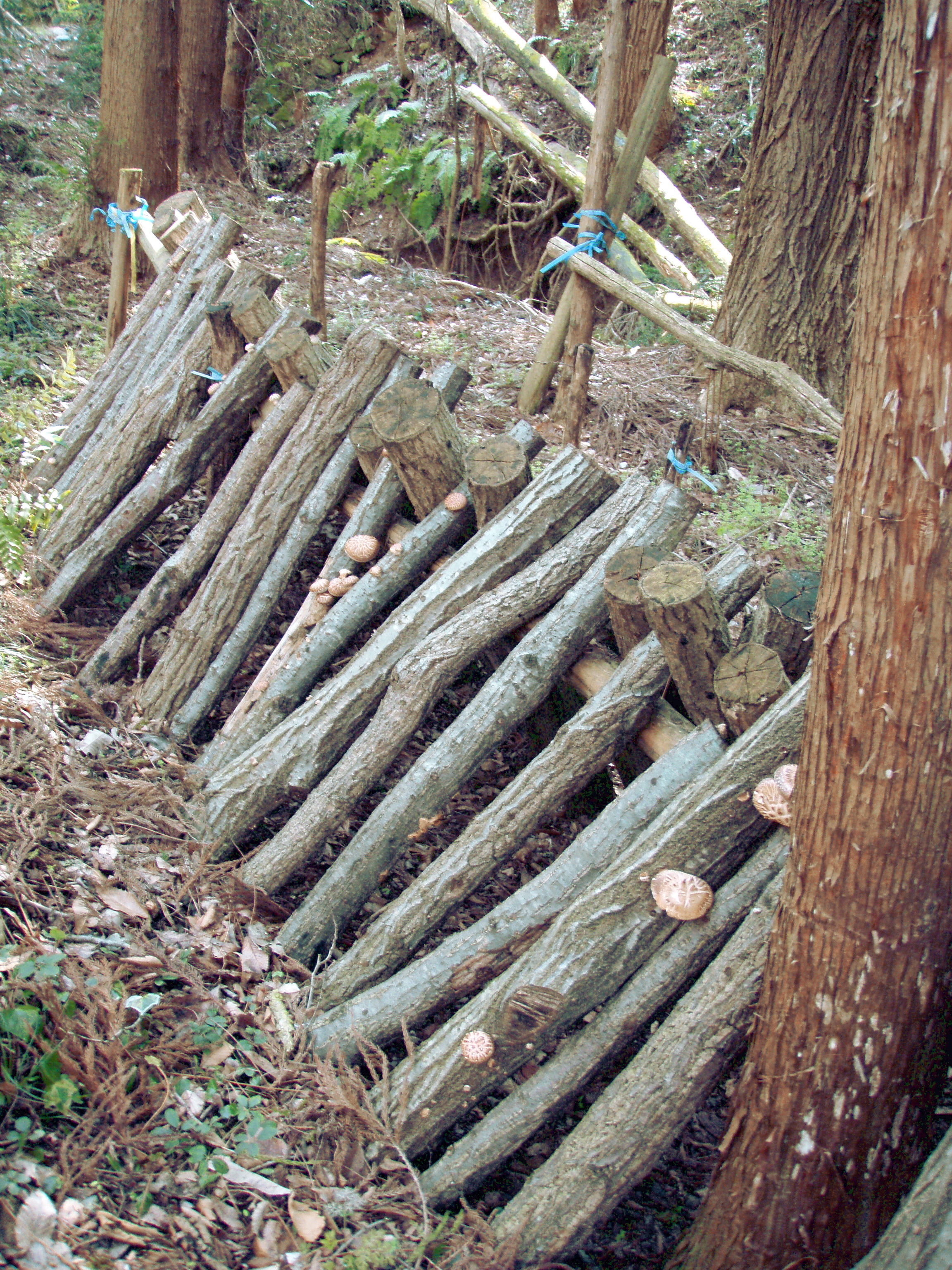
シイタケ原木栽培の例

キノコ栽培（キノコさいばい）とは、キノコの種菌を人工培地や伐採した原木に植え付け、あるいは天然の生育環境で成長条件を整え、天然に発生するよりも多くの子実体を収穫するための栽培方法である。なお、本稿では菌糸体の成長だけでなく子実体の成長までが行えた物を栽培としている。

## 概要
栽培方法には、栽培するキノコの生育（発生）条件により、主に原木栽培、菌床栽培、堆肥栽培、林地栽培の4種の方法がある。さらに栽培環境により屋内、野外（林間）に分けられる。
人間にとって有用なキノコで栽培が行われる菌類は腐生菌、寄生性菌によるもので、養分の摂取源で分類すれば落葉分解菌、木材腐朽菌、糞生菌等である。生きた植物の根を必要とする根生菌(菌根共生菌)類のキノコ（マツタケ、トリュフなど）では共生主となる植物の根に種付けし、実験室レベルでの人工栽培成功の報告例はある。ホンシメジでは、研究の結果、菌床栽培も可能になった。
寄生性菌の冬虫夏草類のキノコは、あらかじめ飼育したヨトウガなどの蛹に、別に純粋培養しておいた菌株を接種することで行われる。

## 人工栽培の歴史
16世紀の西ヨーロッパ諸国にメロン栽培が導入された際に、厩肥の発酵熱を利用した温床でのメロン栽培が行われ、廃温床となった厩肥にハラタケ類が発生し、食用に採集するようになった。この廃温床にキノコの栄養源として糞や敷き藁を被せ、子実体の発生を促進したことが起源となり、17世紀のフランスでのツクリタケ（マッシュルーム）の人工栽培に成功へと発展していく。1707年には、フランスの植物学者Tournefortが著書に栽培方法を記していて、基本的な方法は現在と変わりない。19世紀初頭頃には、ツクリタケ栽培がフランスから周辺のドイツ、イギリスなどにも伝わり、1865年にはアメリカ合衆国にも伝わった。
日本では、江戸時代のほだ木によるシイタケ栽培が人工栽培の最初とされているが、当時の方法は、シイタケの宿主となる樹木を伐採し、これに鉈などで傷をつけた後、林内に並べて適宜に水分を補給するといった管理にとどまり、種菌を人工的に接種するという着想には至らなかったため、投機的要素が非常に大きかった。
ホクト、雪国まいたけに代表されるきのこメーカにより、大量に量産されるまでに至り、スーパーの店頭に数多く陳列され、食卓を賑わすことになっている。市場価格単価の調整で、需要と供給のバランスが計られている。

### 食用キノコ栽培業

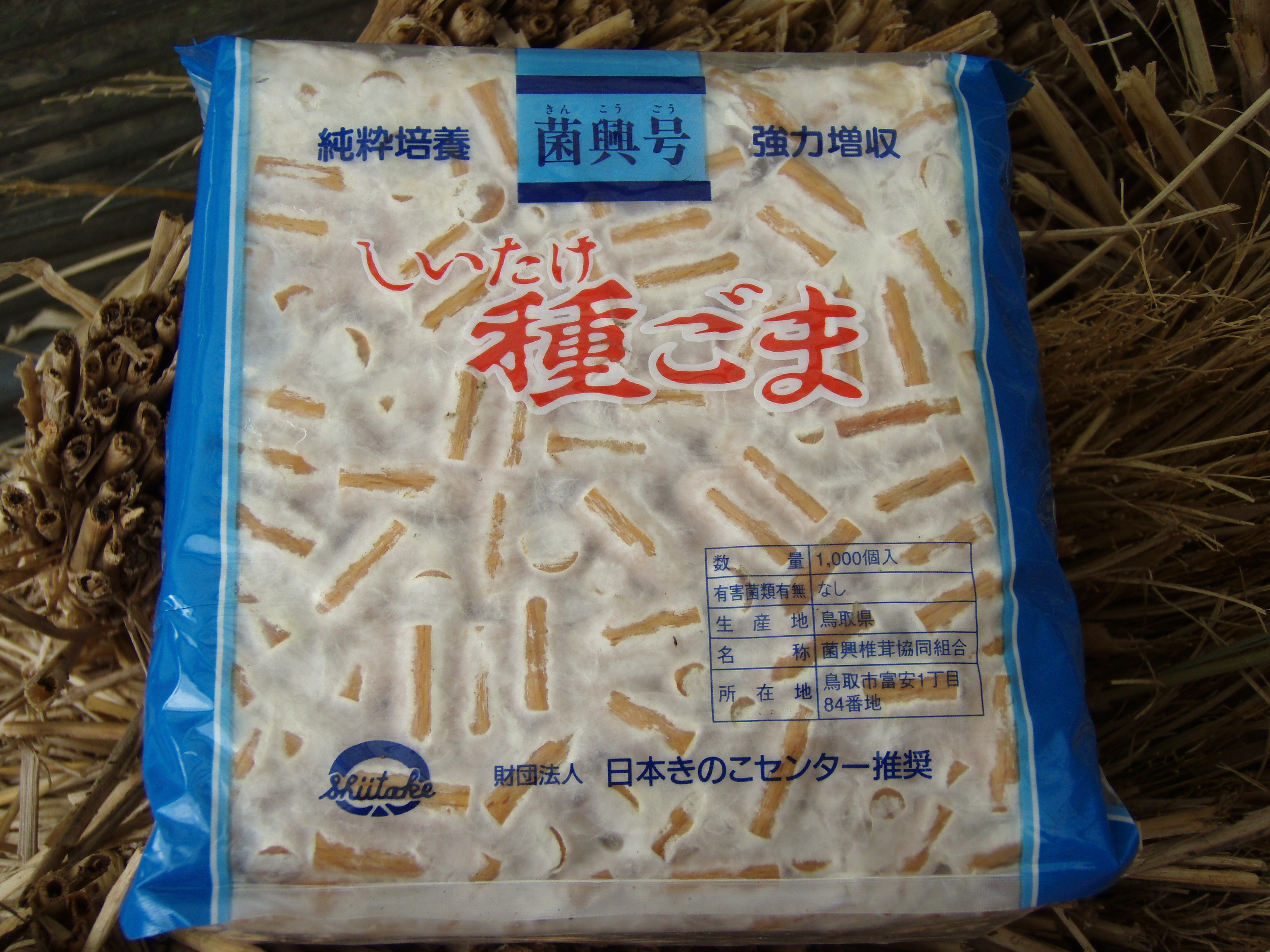
生産者向けに販売されている種菌

シイタケは佐賀県、栃木県をはじめ全国で行われ、ナメコ、シメジ、エノキタケなどは長野県、新潟県などで個人経営の農家による小規模なものから、株式会社による大規模な生産も行われている。規模の差はあっても、生産技術的には同質である。
現代日本のキノコ栽培は、トリコデルマやアオカビなどの有害菌の影響を排除し収穫量と品質の安定と少人数での生産を可能にするため、培地 （原木や菌床）を高温滅菌し無菌室のような栽培室で育成するだけでなく、農産物でありながら全ての工程で機械化が進み工場と化している。前述の高温滅菌や温湿度を生育条件に合わせ適切に管理するためのエネルギーコストと、オガクズの価格上昇や、廃培地の処理コストの負担は大きく、売価の下落に伴い小規模な生産者や零細農家の廃業が増加している。
種菌は、種菌を生産する専門業者からキノコの生産者に向け供給される。
培地に混ぜることでキノコの収穫量を高める増収剤は、増収剤を生産する専門業者からキノコの生産者に向け供給される。JAが供給する増収剤の中には成分分析結果を公表しない増収剤があり、JA信州諏訪ではJAが供給する増収剤に対して食品の安全性を明確にできないことが問題視される例もある。
従来は、堆肥原料として「おから」「家畜糞」「りんごジュース粕」などと共に利用されることが多かったが、堆肥以外への利用検討も進んでいる。JA中野市では、えのきたけの廃培地をマッシュルーム栽培に再利用 や、2007年には巨峰の促成栽培に使用する重油の代替燃料としての木質燃料化も行われ、実証試験で良好な結果を得ている。

## 栽培技術

### 原木栽培

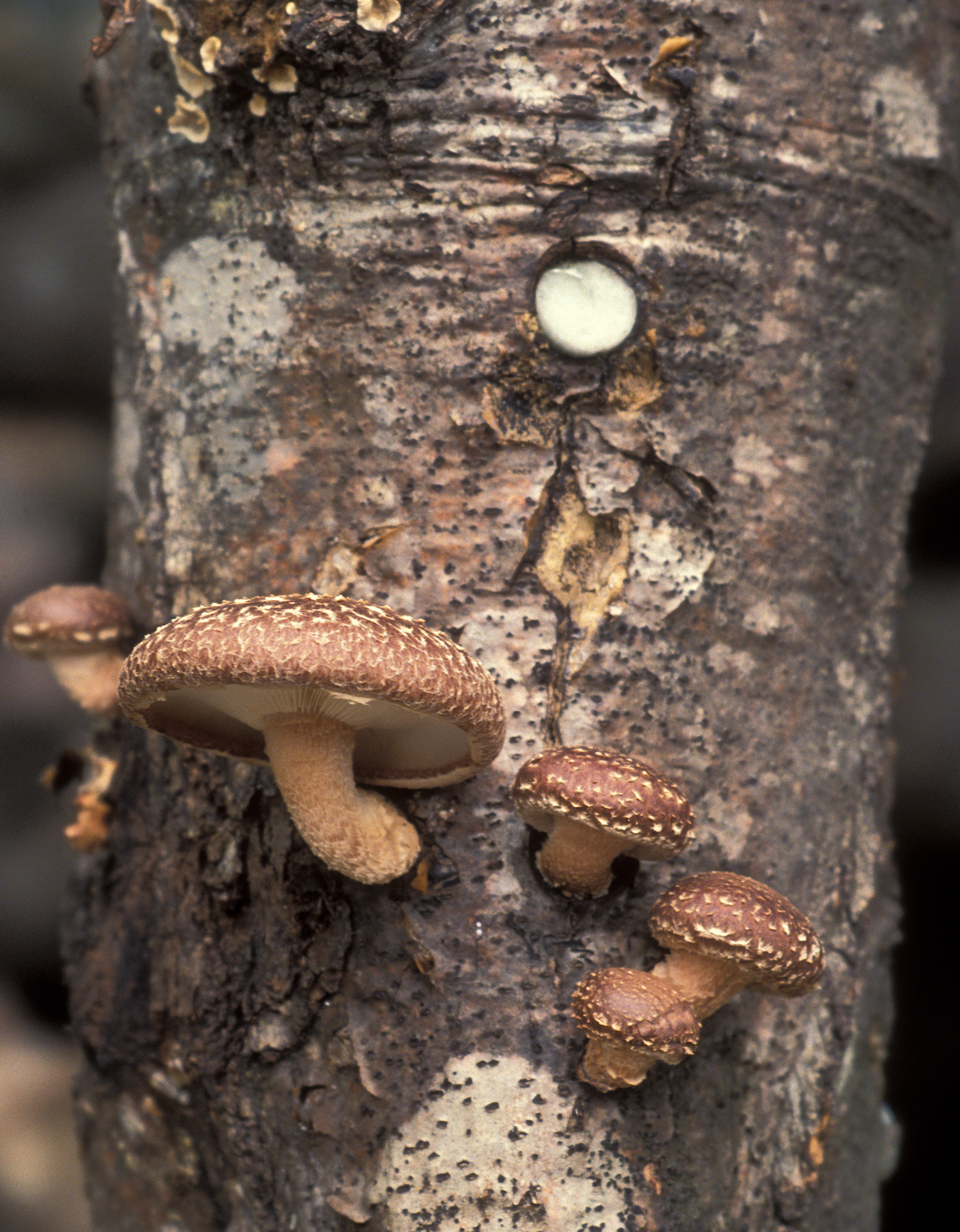
原木栽培シイタケの例

原木栽培は、天然の木材を培地としてキノコを育成する方法で、最も野生に近い。キノコの種類により使用する樹種も異なるが、ほとんどの場合、クヌギ・コナラ・カキ・クリなどの落葉広葉樹が利用される。近年では、菌株の選別と一定の前処理を施すことで、スギ・カラマツ・アカマツなどの針葉樹もシイタケ栽培に利用されている。 日本での発祥は古くエノキタケでは江戸時代初期から、シイタケでは江戸時代中頃の1664年頃から静岡県、大分県でほだ木に切れ込みを入れ天然の胞子が付着するのを待つ方法で行われた。現在では、種菌が増殖した駒木をほだ木に打ち込んだり、種菌の増殖したペースト状の物を木に付着させる方法で行われ、山林や廃トンネルで自然のサイクルに合わせ育成（栽培）される。従って、収穫は各々のキノコ固有の時期になると共に、害虫や有害菌などの外部環境の影響を受けやすく、収量と品質は安定しにくい。種付けから発生までには数ヶ月から1年以上の時間を必要とするが、キノコの発生は3年〜10年程度に渡って継続する。多くは天然条件とさほど変わらない環境下で栽培されるため、食味でも天然に引けを取らない。

### 菌床栽培

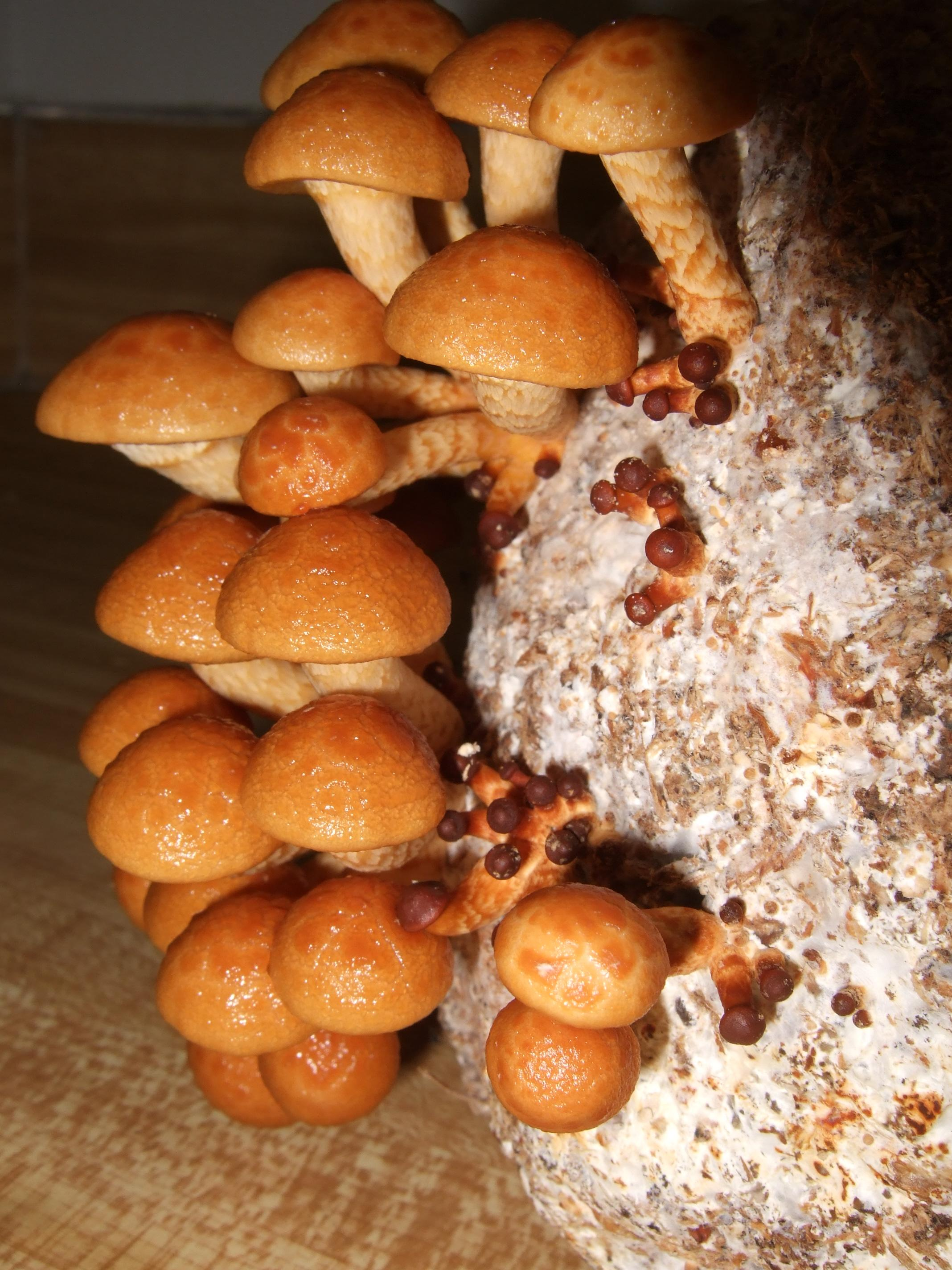
菌床栽培ナメコの例

菌床栽培は、オガクズと米糠などの栄養源を混ぜた人工の培地で栽培する方法で、1886年和歌山県生まれの森本彦三郎が17年間の渡米生活でマッシュルーム栽培の最新知識と技術を身につけ、マッシュルーム栽培事業を軌道に乗せた後、研究を重ね「おがくず人工栽培法」を考案、エノキタケのビン栽培法は1931年に長野県の松代町（現在の長野市松代）で屋代中学（現在の屋代高校）の校長、長谷川五作の指導で始められ、1950年頃には地域の重要な産業にまで育ち全国に広まった。現在では、空調管理された室内でシイタケ・ヒラタケ・マイタケ・エリンギ・ナメコなどもこの方法で生産される。原木栽培と同じく針葉樹のオガクズを利用した栽培技術の開発も進んでいる。種菌の接種から収穫までの期間は5-20週程度で、一度収穫した後の菌床は再使用できず廃棄される。室内栽培であるため、害虫や有害菌などの外部環境の影響を受けにくい環境を作り出すことが容易で、安定した収量と品質で周年収穫が可能になる反面、菌の種類ごとに最適な生育条件を人為的に作り出すために「冬は暖房」「夏は冷房」と多くのエネルギーを必要とし、コストが高くなる傾向がある。収穫した製品の味・歯ざわり・外観などは、キノコの種類によっては「天然」ものや「原木栽培」ものにやや劣るとも言われるが、ヒラタケ・エノキタケ・マイタケをこの方式で栽培した場合には、価格が抑えられるとともに、人工栽培特有の形状と味覚とが得られ、天然のものにはない優位点として評価される。

### 堆肥栽培

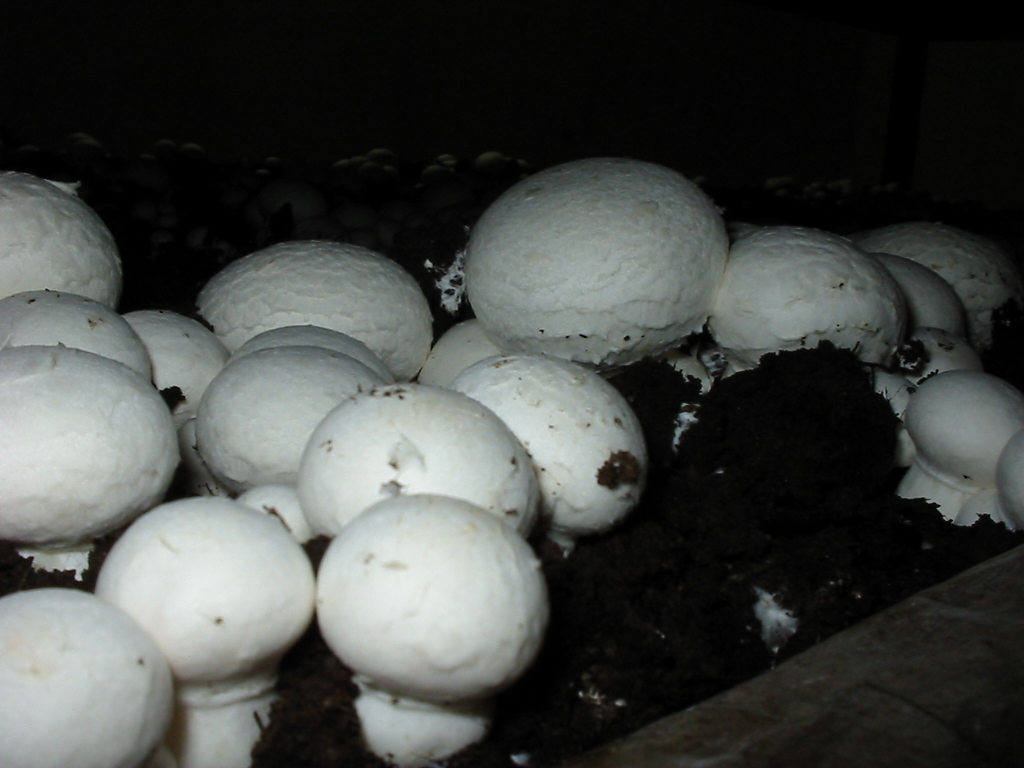
マッシュルームの例

堆肥栽培は、家畜の排泄物や藁・堆肥（Spent mushroom compost）などを培地として、主にマッシュルーム・ヒメマツタケ・フクロタケで行われる。1903年森本彦三郎により最新技術がもたらされ、マッシュルーム栽培は加工品を輸出可能なまでの産業に成長する。最近では、従来は菌床栽培方式で生産されてきたキノコを、堆肥栽培方式によって生産する試みも進められている。

### 林地栽培
「菌を共生主となる植物の根に植える」「人為的に発生場所の条件を改善維持する」という形での栽培（林地栽培）は、人工栽培が行えないトリュフ (T. melanosporum,あるいはT. magnatum)やマツタケ（Tricholoma matsutake）などを対象に試みられることがある。マツタケでの実際の処置としては、「雑木の間伐」や「落ち葉掻き」・「落ち枝拾い」などによって林床を貧栄養状態にすると共に適切に潅水することで、落葉分解菌や木材腐朽菌の少ない環境を作り出し、目的とする菌の成長を阻害しない環境を作り出そうという物である。しかし、マツタケ生育地の多くは山間部であるため、急峻な斜面に作業を阻まれることも多い。

### 農薬
日本では子実体を直接に薬剤処理することは認められていないが、育成室におけるのキノコバエ駆除や害菌の増殖防止を目的として、培地や原木上に薬剤を散布することは認められており、散布基準以下の使用量であれば残留農薬は基準以下となる。中国産では、基準を超えた残留農薬が検出され問題となることがある。

### 電気刺激
一部の種では、電気刺激で子実体の成長が促進されることが報告されている。シイタケ、ナメコ、クリタケ、ハタケシメジの4種類のほだ木に人工的に交流の高電圧パルスを印加した栽培実験では、2倍程度の収量が得られた事が報告されている。

## 品種改良
いずれの方法を用いても優れた新品種を作出することは容易ではなく、一般に多くの試行錯誤が必要になる。
細胞融合法
改良を目指す対象のキノコの菌糸を、酵素（トリコデルマなどの菌糸やカタツムリの消化液などから得たものを用いることが多い）で処理して細胞壁を除去する（プロトプラスト化）。異なった細胞由来のプロトプラスト間で細胞質を融合させた後、新たな細胞壁の再生を行わせる。これを増殖させ、適当な環境下で管理して子実体形成に導き、得られた子実体の商品価値の評価を経て選抜する方法である。この方法で、ヤナギマツタケについて、収穫量が飛躍的に大きい菌株が創出された。通常は交配不可能な、生物学的に異なる種同士（たとえばヤナギマツタケとナメコあるいはトキイロヒラタケとヒラタケなど）をこの方法でかけ合わせ、新たなキノコを創出しようとする試みもすでに行われているが、異種間融合の成功率はあまり高くはなく、商品として優秀な性質を持つものは出現しにくい。

### 交配法
植物や動物では、受精後に直ちに二つの核が融合して複相核（2n）を形成するが、多くのキノコでは、その生活環のほとんどの期間を重相菌糸（n＋n）で過ごし、胞子を作る直前に二個の核が融合して複相核（2n）となった後、ただちに減数分裂を行って単相核（n）に戻り、個々の核が胞子の中へと移動するという生活環を持つ。この特性を利用し、胞子を一粒ずつ別々に培養して多数の単相菌糸（n）をあらかじめ得ておき、それらをランダムに交配して新たな重相菌糸（n+n）を得る。これを種菌として子実体を形成させ、子実体の色調・発生量・味・管理コストなどの各種の商品価値の大小とその固定度を評価し、優れたものを選抜する。

### 変異株選抜法
菌体にガンマ線や紫外線を照射することで遺伝的変異を起こさせ、変異株の中から優秀な性質を持つ菌株を選抜する方法である。例として、上記の細胞融合法と紫外線照射法とを組み合わせ、得られた菌株の遺伝的解析を行うことで、ヤナギマツタケの胞子形成能力欠損菌株（子実体に胞子が形成されないため、出荷後のひだの変色が起こらず、食材としての外観が保持しやすい）が創出されている。また、エノキタケの菌糸に直接にガンマ線照射（800-1200グレイ）を行うことにより、従来のものよりもさらに色素が少なく、白色度が高くて外観の美しさに優れる一方で、形態や収穫量・栽培所要日数には遜色のない子実体が得られ、臥竜1号の品種名が与えられている。

## 労働衛生
栽培に従事する労務者が長期間に渡りキノコの胞子や栽培に使用した廃培地に生じるカビ（好熱性放線菌、真菌など）を吸入すると過敏性肺炎を生じる事がある。この疾患はキノコ栽培者肺とも呼ばれる。